# Iscrizione di Nazareth
Iscrizione di Nazaret (o lapide di Nazaret) è il nome convenzionale generalmente attribuito a una lastra di marmo di 24 x 15 cm recante un'iscrizione greca in 22 righe, riportante la prescrizione della pena capitale per chi avesse asportato cadaveri dai sepolcri.
La lingua dell'iscrizione rimanda al greco della koinè dei due secoli a cavallo dell'inizio dell'evo moderno, ma la lettura del testo lascia l'impressione che la sua redazione riposi su un originale latino.
Non vi è accordo tra gli studiosi sulla reale natura del documento, se esso sia da considerarsi un rescritto, o invece un editto imperiale. A quest'ultimo potrebbe ricondurre il significato generalmente associato al termine in greco diátagma (Kaísaros) e l'analogia tra le formula prescrittive utilizzate (piace a me..., ordino) con quelle leggibili nel primo editto di Augusto a Cirene.

## Origine
Fu acquisita nel 1878 da Wilhelm Fröhner (1834–1925), e inventariata con una scarna nota manoscritta (Dalle de marbre envoyée de Nazareth en 1878) che ne indicava il luogo di provenienza e l'anno di acquisizione, senza fornire però alcuna indicazione sulle circostanze e sulla data del ritrovamento: pur dando fede a tale laconica annotazione, non è possibile concludere alcunché, come fanno alcuni studiosi (tra cui Michael Green), sulla località in cui essa è stata scoperta o in cui era originariamente eretta. Non è escluso che la stele sia pervenuta a Nazareth da un diverso luogo, non necessariamente nell'antichità, forse anche in un'epoca moderna, non esclusi gli anni settanta dell'Ottocento, quando la città, al pari di Gerusalemme, era sede naturale di un mercato di reperti antiquari.
Nel 1925 la lapide, insieme alla collezione, fu acquistata dalla Biblioteca nazionale di Francia, dove è oggi in mostra al Cabinet des Médailles.

## Traduzione
1.  Ordinanza di Cesare

2.  Piace a me che i sepolcri e tombe, di qualsiasi tipo

3.  che furono fatte per la devozione per i genitori o (per la devozione) dei figli o dei familiari

4.  queste rimangano indisturbate in perpetuo. Qualora qualcuno legalmente

5.  denuncia persone che hanno distrutto, o hanno in qualsiasi modo sottratto

6.  chi vi era sepolto, o hanno, con cattiva intenzione, spostato in altri posti,

7.  coloro che vi sono stati sepolti, commettendo un crimine contro di loro, o hanno

8.  spostato pietre sepolcrali, contro queste persone, ordino che

9.  venga istruito un giudizio, a protezione della pietà dei mortali, alla stessa stregua delle pratiche
    
10. religiose rivolte alle divinità. Ancora di più perciò sarà obbligatorio
  
11. onorare color che sono stati sepolti. Voi non dovete assolutamente
 
12. permettere a nessuno di spostare [coloro che sono stati sepolti]. Ma se

13. [qualcuno lo facesse], io ordino che [il violatore] subisca la pena capitale con
 
14. l'accusa di violatore di tombe.

## Autenticità
L'editio princeps del testo fu condotta da Franz Cumont nel 1930, su sollecitazione di Michael Rostovtzeff. Da allora l'autenticità del reperto è largamente accettata, contro le contestazioni di alcuni studiosi che ne hanno ipotizzato la genesi in una falsificazione antica o, viceversa, ottocentesca, finalizzata in questo caso alla creazione di una prova 'antica' della resurrezione di Gesù.
Contro l'ipotesi di una genesi ottocentesca, si ritiene la scrittura troppo complessa e pleonastica per essere stata prodotta al solo scopo di ingannare il pubblico. Si ritiene inoltre improbabile che un falsario moderno, in epoca anteriore al 1878, sia stato in grado di servirsi di elementi stilistici e itacismi che oggi si riconoscono tipici della scrittura greco-ellenistica dell'epoca.
Contro l'ipotesi della falsificazione antica sta il fatto che, se l'iscrizione fosse un prodotto locale, opera di magistrati o del proprietario di una tomba, essa non avrebbe l'apparenza stilistica di un calco da un testo originale in lingua latina.

## Risurrezione di Gesù
L'iscrizione ha dato luogo a varie controversie, in particolare riguardo alla sua utilizzazione come prova della risurrezione di Gesù, o quantomeno della sparizione del suo corpo dalla tomba.
Franz Cumont, autore della «magistrale editio princeps», pur non potendo categoricamente escludere una tale ipotesi, propendeva per un'origine pre-cristiana dell'iscrizione.
Clyde Billington del Northwestern College (Minnesota) la data al 41, e la interpreta come prova della storicità della resurrezione di Cristo, redatta nel decennio successivo alla sua crocifissione.
Il teologo anglicano Michael Green ritiene che questa iscrizione sia la dimostrazione che, immediatamente dopo la morte di Cristo, la tomba vuota aveva creato una reazione da parte dell'autorità costituita. Così ne parla nel suo Man Alive:
Altri studiosi ne forniscono una datazione più tarda. Erhard Grzybek, sulla base di considerazioni stilistiche, data l'iscrizione al 63 o al 64 e la attribuisce all'imperatore Nerone (54-68 d.C.). All'iniziativa neroniana, forse sollecitata dalla «giudaizzante» Poppea, aderisce anche la studiosa Marta Sordi, che già da tempo aveva anticipato l'ipotesi di identificazione, basandosi però su considerazioni storiche.
Uno studio del 2020, pubblicato sul Journal of Archaelogical Science, suggerisce un'altra interpretazione: gli autori, prelevato un campione dal retro dell'iscrizione, hanno utilizzato l'ablazione laser per determinare il livello di isotopi sulla pietra; l'arricchimento del carbonio-13 e l'esaurimento dell'ossigeno-18 nel marmo potrebbe identificarne la fonte presso l'isola di Coo. Gli studiosi suggeriscono che si tratti di un editto emanato da Augusto come reazione alla tomba del tiranno locale Nicia.